# Carlos Cariño
Carlos Augusto Cariño Medina (Ciudad de México, D.F., México, 21 de octubre de 1977) Es un exfutbolista profesional mexicano, su posición era mediocampista y su último equipo fue el Pumas Morelos de la Liga de Ascenso de México. Actualmente se desempeña como director técnico de la Selección Mexicana sub-17.

## Trayectoria
De la camada de volantes de contención surgidos de los Pumas de la UNAM, en donde fue pieza importante. Llegó a Santos Laguna en el Invierno 2000 donde se consolidó como titular indiscutible y con quienes logró un título. Fue un jugador que recupera una gran cantidad de balones y no dudaba en meter duro la pierna si era necesario.
El 6 de junio después de no encontrar equipo en el draft, anuncia su retiro de las canchas por medio de su Twitter.

### Clubes
| Club                        | País   | Año         |
| --------------------------- | ------ | ----------- |
| C. Universidad Nacional     | México | 1995 - 2000 |
| Santos Laguna               | México | 2000 - 2006 |
| Tiburones Rojos de Veracruz | México | 2007 - 2008 |
| Mérida F.C.                 | México | 2009        |
| C. Tijuana                  | México | 2009 - 2010 |
| Atlante UTN                 | México | 2010 - 2011 |
| Neza F.C.                   | México | 2011 - 2012 |
| Pumas Morelos               | México | 2013        |

### Estadísticas
La siguiente tabla detalla los encuentros disputados y los goles marcados en los clubes en los que ha militado. 
| Club                             | Div                 | Temporada  | Liga    | Liga  | Copas nacionales(1) | Copas nacionales(1) | Torneos internacionales(2) | Torneos internacionales(2) | Total | Total |   |
| Club                             | Div                 | Temporada  | Part.   | Goles | Part.               | Goles               | Part.                      | Goles                      | Part. | Goles |   |
| -------------------------------- | ------------------- | ---------- | ------- | ----- | ------------------- | ------------------- | -------------------------- | -------------------------- | ----- | ----- | - |
| C. Universidad Nacional · México |                     |            |         |       |                     |                     |                            |                            |       |       |   |
| 1ª                               | 1995-96             | 13         | 0       | 0     | 0                   | -                   | -                          | 13                         | 0     |       |   |
| 1ª                               | 1996-97             | 34         | 1       | 4     | 0                   | -                   | -                          | 38                         | 1     |       |   |
| 1ª                               | 1997-98             | 34         | 1       | -     | -                   | -                   | -                          | 34                         | 1     |       |   |
| 1ª                               | 1998-99             | 32         | 1       | 1     | 0                   | -                   | -                          | 33                         | 1     |       |   |
| 1ª                               | 1999-00             | 32         | 0       | -     | -                   | -                   | -                          | 32                         | 0     |       |   |
| Total club                       | Total club          | 145        | 3       | 5     | 0                   | -                   | -                          | 150                        | 3     |       |   |
| C. Santos Laguna · México        |                     |            |         |       |                     |                     |                            |                            |       |       |   |
| 1ª                               | 2000-01             | 40         | 1       | -     | -                   | -                   | -                          | 40                         | 1     |       |   |
| 1ª                               | 2001-02             | 38         | 0       | -     | -                   | 6                   | 0                          | 44                         | 0     |       |   |
| 1ª                               | 2002-03             | 39         | 0       | -     | -                   | 1                   | 0                          | 40                         | 0     |       |   |
| 1ª                               | 2003-04             | 37         | 3       | 4     | 0                   | 8                   | 0                          | 49                         | 3     |       |   |
| 1ª                               | 2004-05             | 34         | 1       | 3     | 0                   | -                   | -                          | 37                         | 0     |       |   |
| 1ª                               | 2005-06             | 33         | 0       | -     | -                   | -                   | -                          | 33                         | 0     |       |   |
| 1ª                               | 2006-07             | 30         | 0       | -     | -                   | -                   | -                          | 30                         | 0     |       |   |
| Total club                       | Total club          | 251        | 5       | 7     | 0                   | 15                  | 0                          | 273                        | 5     |       |   |
| C.D. Veracruz · México           |                     |            |         |       |                     |                     |                            |                            |       |       |   |
| 1ª                               | 2007-08             | 19         | 1       | -     | -                   | -                   | -                          | 19                         | 1     |       |   |
| 2ª                               | 2008                | 8          | 1       | -     | -                   | -                   | -                          | 8                          | 1     |       |   |
| Total club                       | Total club          | 27         | 2       | -     | -                   | -                   | -                          | 27                         | 2     |       |   |
| Mérida F.C. · México             | 2ª                  | 2009       | 22      | 0     | -                   | -                   | -                          | -                          | 22    | 0     |   |
| Mérida F.C. · México             | Total club          | Total club | 22      | 0     | -                   | -                   | -                          | -                          | 22    | 0     |   |
| Mérida F.C. · México             | C. Tijuana · México | 2ª         | 2009-10 | 31    | 0                   | -                   | -                          | -                          | -     | 31    | 0 |
| Total club                       | Total club          | 31         | 0       | -     | -                   | -                   | -                          | 31                         | 0     |       |   |
| Atlante UTN · México             | C. Tijuana · México | 2ª         | 2011    | 15    | 1                   | -                   | -                          | -                          | -     | 15    | 1 |
| Atlante UTN · México             | Total club          | Total club | 15      | 1     | -                   | -                   | -                          | -                          | 15    | 1     |   |
| Atlante UTN · México             | Neza F.C. · México  |            |         |       |                     |                     |                            |                            |       |       |   |
| 2ª                               | 2011-12             | 29         | 0       | -     | -                   | -                   | -                          | 29                         | 0     |       |   |
| 2ª                               | 2012                | 6          | 0       | 7     | 0                   | -                   | -                          | 13                         | 0     |       |   |
| Total club                       | Total club          | 35         | 0       | 7     | 0                   | -                   | -                          | 42                         | 0     |       |   |

## Palmarés

### Campeonatos nacionales
| Título        | Club          | País           | Año  |
| ------------- | ------------- | -------------- | ---- |
| Torneo Verano | Santos Laguna | México         | 2001 |
| InterLiga     | Santos Laguna | Estados Unidos | 2004 |